# Többszekciós mozdony

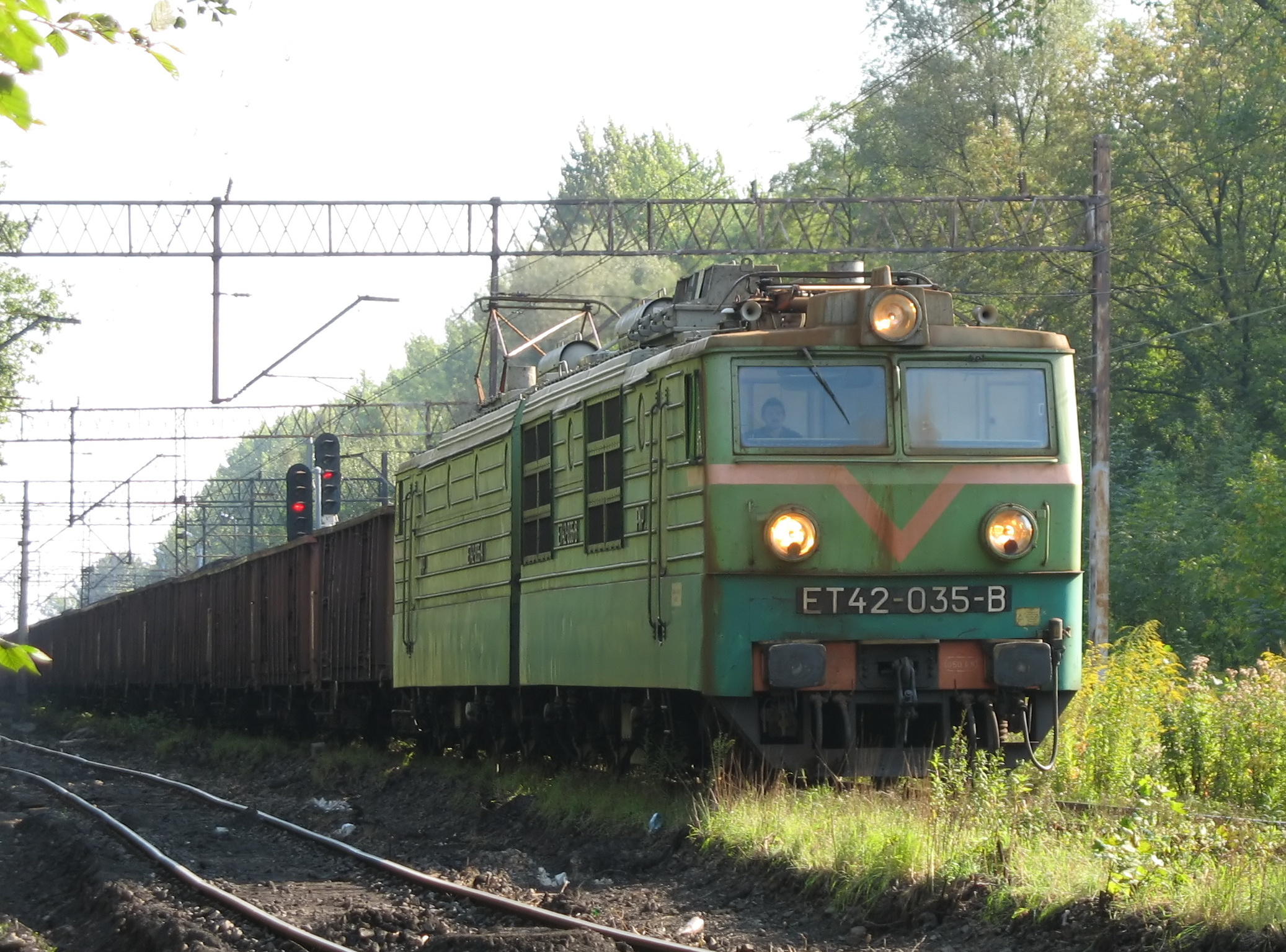
PKP ET42 sorozat, egy lengyel kétszekciós mozdony

Kifejezetten nehéz körülmények esetén (nagy emelkedők, hosszú tehervonatok nagytávolságú továbbítása) elterjedt megoldás a többszekciós mozdonyok alkalmazása. Ezeket a mozdonyokat úgy gyártják, mintha kettő, három, vagy négy mozdonyt építenének egybe. A mozdony egyes részeit (pl. vezetőállás) azonban nem többszörözik meg, viszont az egységek között távvezérlés van kiépítve, amely a többszekciós mozdony mindkét végéről működtethető. Így értelemszerűen a mozdony elején ülő vezető távműködtetéssel vezérli a gépcsoportot. Az egyes szekciók között a személykocsikhoz hasonló átjáró biztosítja a mozdonyvezető közlekedését.

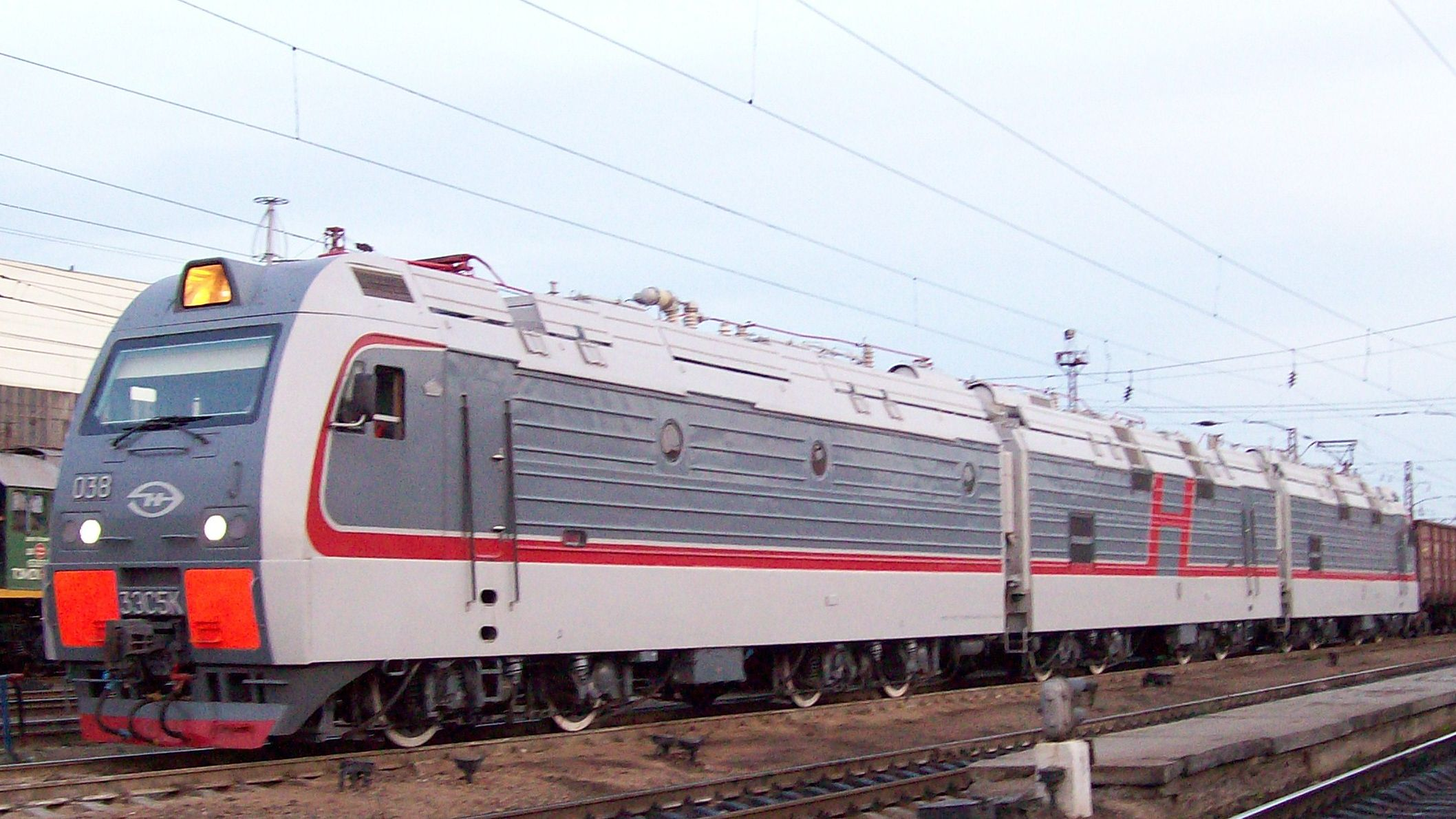
Háromszekciós mozdony

A többszekciós mozdonyokat a szállítandó áruk egyre növekvő mennyisége és a nehéz vontatási körülmények hívták életre:
Bizonyos esetekben ugyanis egyetlen mozdony teljesítménye nem elegendő egy nagy tömegű tehervonat elfogadható sebességű vontatásához. Ilyen esetek például a nagy emelkedésű pálya, vagy az az eset, amikor sok teherkocsit (rakományt) kell mozgatni a vasúti pálya túlságosan hosszú idejű lefoglalása nélkül. Végül pedig lehet az összeállított tehervonat tömege olyan nagy is, hogy egyetlen mozdony meg sem bírja mozdítani.
A probléma másik megoldása, amikor több hagyományos mozdonyt kapcsolnak össze és csak az elsőn tartózkodik vezető. A többi mozdony a többszekcióshoz hasonló távvezérléssel működik: amit a vezető kapcsol az első mozdonyon, a többi mozdony egyidejűleg automatikusan végrehajtja (szinkronüzem). Szinkronüzemet aránylag ritkán és többnyire gyorstehervonatok esetén alkalmaznak. A mozdonyokat összekötő távvezérlő ún. szinkronkábeleket rendszerint a mozdonyvezető szereli fel, eltérően a többszekciós gépcsoporttól és állítja át a gépek üzemmódjait is.
A többszekciós mozdonyok alkalmazása főleg a volt Szovjetunió területén, továbbá Ausztrália (ércvonatok) és az USA területén gyakori.
Európában azért is ritka a többszekciós mozdonyok alkalmazása, mert a mozdony és a kocsik összekapcsolására szolgáló vonókészülék (csavarorsó-vonóhorog) kis szelvényméretei miatt csak korlátozott erő átadására képes, szemben az önműködő középütközőkkel.

## Példák többszekciós mozdonyokra
- DE1
- MTAB IORE
- PKP ET40 sorozat
- PKP ET42 sorozat
- RZSD 2TE25A
- SBB Ae 8/14
- SJ Dm
- SJ Dm3
- SZZSD VL84